# Vatroslav Lisinski
Vatroslav Lisinski (Zagreb, 8 de juliol, 1819 - Idem, 31 de maig de 1854), va ser un compositor croat. És el fundador de la música orquestral croata.

## Biografia
Vatroslav Lisinski va néixer en una família d'origen jueu alemany. El seu pare era Andrija Fuchs, que es va traslladar a Zagreb a principis del segle XIX des de Novo Mesto a Carniola, on es dedicava al comerç de carnisseria i comerç, i la seva mare era Anka (nascuda Fuchs). Kovačić), filla d'un comerciant de Zagreb, vídua de Pečnik de Varaždin. Andrija Fuchs va tenir un fill Josip del seu primer matrimoni. A més de Vatroslav, Andrija i Anka en el seu segon matrimoni també van tenir una filla, Marija. En el moment del naixement de Lisinsko, la família vivia a Ilica, a la Ciutat Baixa, en un edifici de dues plantes al número actual 37. Va ser batejat el 8 de juliol de 1819 a l'església parroquial local de St. Marca. Va assistir a l'escola primària a la seva ciutat natal, en una escola situada entre la Torre del Papa i el Monestir de les Clarisses. Vatroslav Lisinski va assistir al Gimnàs Clàssic de Zagreb, al qual va començar a assistir el 1831 i es va graduar el 1837. Va començar a estudiar filosofia el 1837 i va repetir el primer any. Va completar un estudi de filosofia de dos anys (el 1840), i després un estudi de dos anys de dret (el 1842) a la Reial Acadèmia de Ciències de Zagreb.
Va començar a estudiar música a tercer o quart de batxillerat amb Rešl. Després va continuar els seus estudis amb el professor de l'Escola de Mestres de Zagreb, Juraj Sojko, i va continuar estudiant amb Wisner-Morgenstern, de qui va estudiar harmonia i contrapunt. La seva primera inspiració per compondre va ser del seu amic, el cantant amateur Alberto Ognjan Štriga, partidari del moviment il·líric que va fundar la primera societat de cant il·líric el 1841 i va reclutar Lisinski com a director. El mateix any va compondre el seu primer treball: una cançó en solitari From Ancient Zagorje a un text de Pavle Štoos (més tard substituït per un nou text de Dimitrije Demetr, "Prosto zrakom ptica leti").
En el període de 1842 a 1847, va treballar com a notari a la taula del Ban, i durant aquest temps va crear diversos cors, cançons en solitari, diverses composicions per a piano (lavonsko kolo) i la primera òpera croata, Ljubav i zloba. El llibret d'aquesta òpera, basat en la idea d'Albert Štriga, va ser escrit per Josip Car, i després revisat per Dimitrij Demeter, mentre que la instrumentació va ser refinada per Wisner-Morgenstern. L'estrena de l'òpera, el 28 de març de 1846, va ser una celebració de les idees il·líries, i aquesta data està marcada com a històricament important en la creació de l'expressió artística croata. El 1846, després de l'estrena de la seva primera òpera, Ljubav i zloba, Lisinski, a causa del dur treball de compondre i interpretar-la, va anar de vacances a Mariju Bistricu, on va ser convidat del rector local Ivana Krizmanića, que era un destacat patriota i va rebre amb molt de gust patriotes i intel·lectuals del cercle il·líric. Durant la seva estada a Mariju Bistricu, va conèixer el patriota eslovac Gustávom Zechenterom , que, inspirat en les belleses del Zagorje croat, va escriure versos en llengua eslovaca, i Lisinski els va musicar. Així, el 10 de novembre de 1846 es va crear la seva cançó en solitari Pěsan Slovačka (Cançó eslovaca), que es va imprimir a Graz el març de l'any següent.

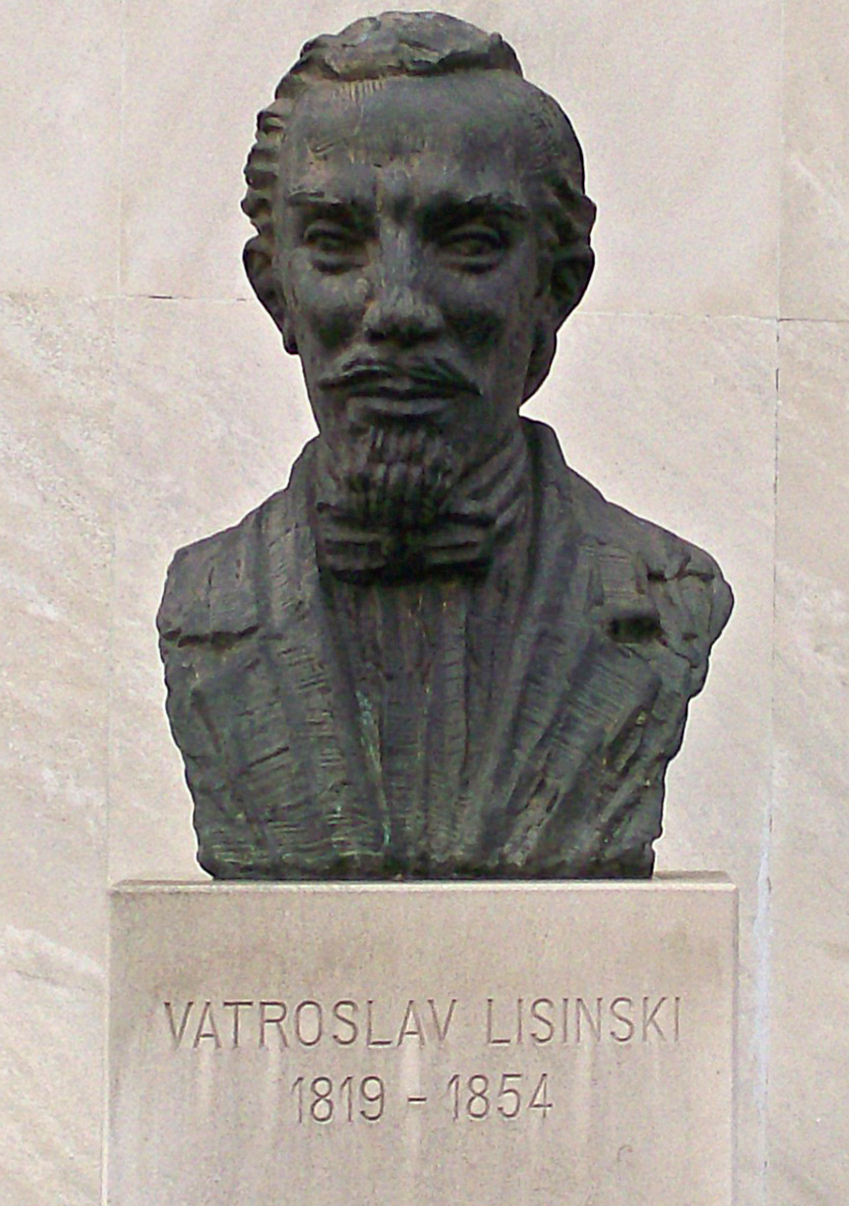
Vatroslav Lisinski (bust).

L'agost de 1847, Lisinski, juntament amb Albertom Štrigom, Ferdom Livadićem, Ljudevitom Pichlerom i Franjom Stazićem, van fer una gira de concerts per Sèrbia i Vojvodina (Belgrad, Pančevo i Novi Sad) interpretant composicions croates i sèrbies. A la tornada van fer una parada a Mitrovica, on també van fer un concert. A la tardor del mateix any, a l'octubre, va anar a Praga per a la formació continuada. En arribar a Praga, es va instal·lar a l'apartament on Stanko Vraz s'havia allotjat abans que ell, a Obstgasse (el carrer d'avui es diu 28. října {nota n. 1}). A Praga, va voler continuar la seva formació musical al famós Conservatori d'allà, però no va poder perquè tenia 28 anys en aquell moment, que superava els 20. Després de no matricular-se al Conservatori, no va acceptar la proposta del director del Conservatori, Jan Bedřich Kittl, d'inscriure-s'hi a l'Escola d'Orgue local, sinó que va assistir a les conferències de l'escola de composició en el semestre de Kartone Pitsel, i va estudiar composició i instrumentació en privat amb el director del Conservatori, Jan Bedřich Kittl. Va viure modestament i en la pobresa, escrivint a la seva família que havia de pagar el seu pis, el seu tutor i les seves entrades al teatre:
| « | "Al matí menjo un pa i cinc kreuzers de llet, al migdia tinc sopa, carn i un pastís normal –m'he oblidat de coure– i després res fins l'endemà. Així que vaig aquí i allà amb l'estómac buit al teatre, que no vaig poder aconseguir de franc, i que és més necessari per a la meva educació en música dramàtica que un gosset de menjar." | » |

Durant la seva estada a Praga, Vatroslav Lisinski va ser testimoni de la revolució de 1848. En aquella època, també era membre de la delegació croata al Congrés eslau, com es pot veure al diari "Slavenski jug," on se'l citava com "Lisinski, Vatroslav, un croat de Zagreb, un músic artístic").
Durant els seus anys d'educació, va aprendre diverses llengües estrangeres i, a més del croat, parlava excel·lent alemany, molt bon llatí i un francès competent, així com txec i croat, i una mica de rus.
La seva primera composició del seu període de Praga d'educació musical va ser la Nova Dansa Croata. L'any 1849 va tornar a Zagreb per les vacances escolars, on va romandre fins a l'octubre del mateix any, quan va tornar a Praga. Però va emmalaltir a Praga i, a petició de Štriginja, va tornar a Zagreb pels volts de Nadal. Va romandre a Zagreb fins al maig de 1850, temps durant el qual va canviar el seu nom familiar d'Ignatius Fuchs (Fux) a Vatroslav Lisinski. Va rebre el permís del govern croat per canviar el seu nom el 7 de gener de 1850. A finals de maig de 1850, va tornar a Praga. Durant la seva estada a Praga, també va compondre l'idil·li orquestral Večer (1850), una sèrie d'obertures (la més reeixida va ser la revolucionaria Bellona de 1849) i la major part de l'òpera Porin (el llibret d'aquesta obra va ser escrit per Dimitrija Demeter), que va completar el 1851, després de tornar a Zagreb. Lisinski no va viure l'estrena d'aquesta òpera, que va tenir lloc el 2 d'octubre de 1897 a l'escenari del Teatre Nacional Croat de Zagreb, dirigida per Nikole Fallera.

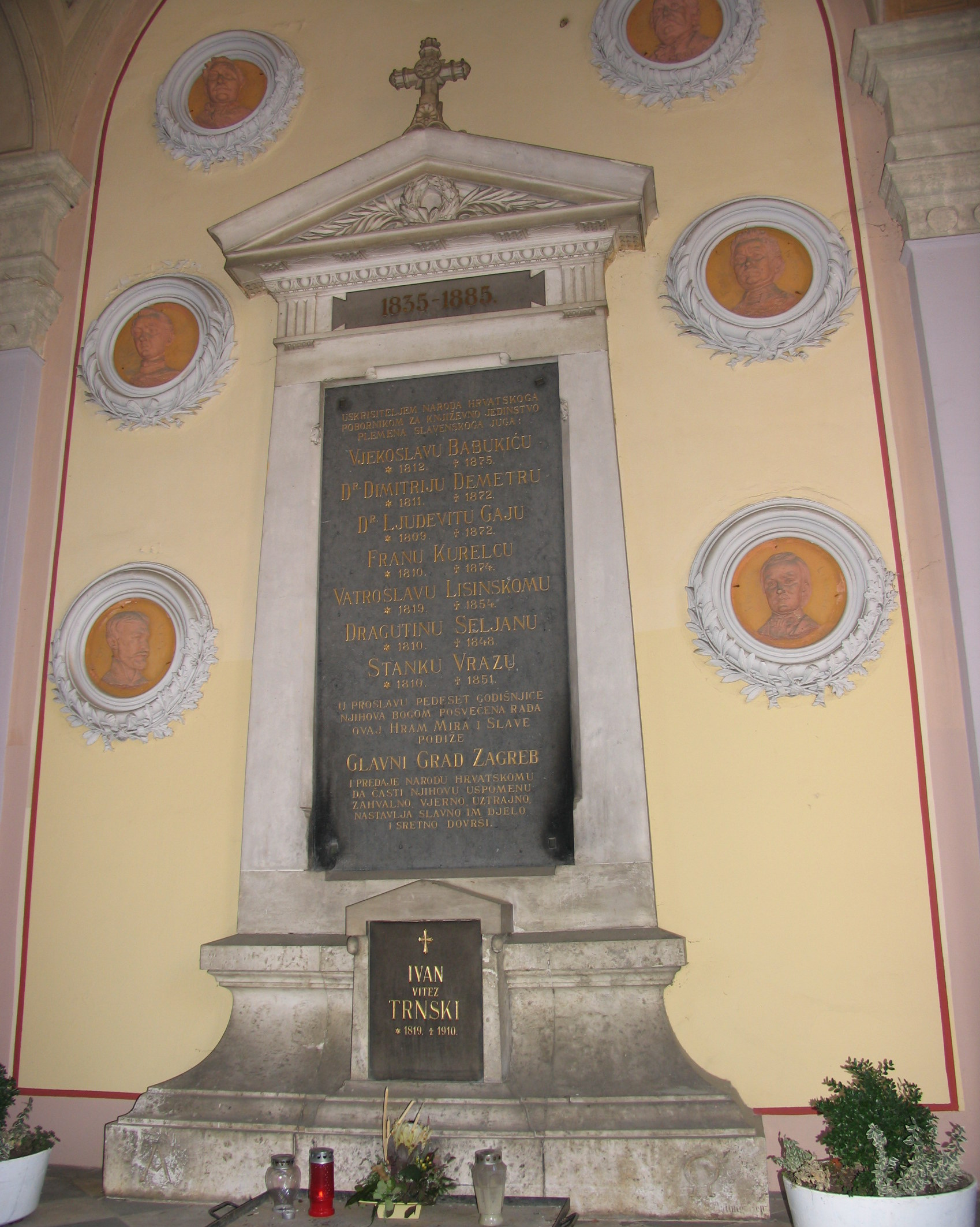
L'arcada renaixentista a Mirogoju

Tornant a la seva terra natal a principis de setembre de 1850, va viure els seus últims anys de vida creativament obstaculitzat per la pobresa material. Durant un temps, va haver de donar classes particulars de piano, la qual cosa li va proporcionar uns ingressos modestos. A causa de la seva feble constitució física, es va posar cada cop més malalt. En el període de 1851 a 1853, va ser supervisor lliure de les aules escolars de l'Institut de Música, i després de ser acomiadat d'aquest servei, va acceptar un càrrec clerical, d'auscultant de cort (alumnat de cort). Decebut, solitari, desvalgut i gairebé completament oblidat, a l'inici de l'absolutisme de Bach, va compondre poc. Va passar unes segones vacances a Marija Bistrica durant diversos mesos el 1851.
Vatroslav Lisinki va ser el més dotat dels compositors del moviment il·líric i el primer músic professional croat que també va establir les bases d'un moviment nacional a Croàcia, especialment d'òpera, cançó solista, música orquestral i coral. Tot i que no va estudiar analíticament la música popular original, va aconseguir apropar-se més que altres contemporanis a la idea il·líria de crear música artística basada en la música popular. Lisinski, essencialment un lletrista romàntic, va donar el millor de sí en unes 70 cançons en solitari, melòdicament inventives, formalment diverses i d'humor predominantment elegíac. Els poetes croats que va musicar amb més freqüència van ser Petar Preradović, Ivan Kukuljević Sakcinski, Ivan Trnski, Dragutin Rakovac, Dimitrija Demeter i altres, i entre els poetes txecs hi havia Jaromír Václav Picek i Bedřich Václav Jablonsky. La seva darrera obra musical, el quartet de làpida Jeder Mensch muss sterben (Tothom ha de morir), que va compondre abans de la seva mort i que desitjava ser cantada al seu funeral, s'ha perdut.
Va morir a Zagreb d'hidropèsia, {nota n. 2} el 31 de maig de 1854, abans d'arribar als 35 anys. Va morir en una casa del carrer Jurjevska (avui núm. 30 {nota n. 3}).
Va ser enterrat originalment al cementiri de Roko, l'1 de juny de 1854. El 15 d'octubre de 1885, després de la finalització de les arcades del cementiri de Mirogoju de Zagreb, les seves restes van ser traslladades a la galeria re-vivalista.

## Obres Selecció de l'obra

### Selecció de l'obra
| - Iz Zagorja od prastara, 1841. (od 1847. Un ocell vola lliurement per l'aire){nota n. 4} - Oj talasi mili ajte, 1841. - Slavonsko kolo, 1841. - Hrvatsko kolo, 1841. - Putnik, 1844. - Tam gdje stoji, 1844. - Bělana, 1845. - Pěsan Slovačka (Cançó eslovaca), 1846. - Prosjak, 1846. |  | - Miruj, miruj srce moje, 1846. - Liebe und Ferne (Amor i distància), 1846. - An die Mädchen (Noies), 1846. - Die Botschaft (Missatge), 1846. - Der blinde Fischer (Pescador cec), 1846. - Na vjetar, 1847. - Nad Berounkoum pod Tetínem (Per sobre de Berounka per sota de Tetín), 1848. - Ribar, 1848. - Bellona, 1849. |  | - Vltava, 1849. - Vojenska píseň, (Cançó del soldat), 1849. - Večer, 1850. - Moja lađa, 1850. - Tuga djevojke, 1850. - Tuga, 1851. - Car Dušan, 1851. - Dvie ptice, 1852. - Cum invocarem (Quan et truco), 1852. |

## Òperes
- Ljubav i zloba, 1846.
- Porin, 1851.

## Memòria i honors
- Un carrer de Zagreb va rebre el seu nom el 1878, fent de Vatroslav Lisinski el primer compositor a tenir un carrer de Zagreb batejat amb ell.[23]
- El 1889, la Societat Cultural Croata "Lisinski" va ser fundada a Našice com a societat de cant.[24]
- El 1895, Robert Frangeš-Mihanović va crear un bust de bronze de Vatroslav Lisinski, El cap de Lisinski.[25]
- El 1910 es va fundar a Zagreb la Societat de Cant Croata "Lisinski" (des de 1966, l'Ensamble Vocal "Vatroslav Lisinski").[26]
- Lisinski està dedicat a Lisinski, un llargmetratge documental d'Oktavijan Miletić, que es va rodar l'any 1944 a l'aleshores Estat Independent de Croàcia, i es considera el primer llargmetratge croat.
- Una plaça a la Tvrđa d'Osijek porta el seu nom des de 1952.[27]
- Un carrer de Zadar porta el seu nom. Es troba al costat del parc Vruljica. Al comtat de Zadar, la ciutat de Pag també té un carrer que porta el seu nom.[28]
- Des de 1953, hi ha una escola de música a Belgrad que porta el seu nom.
- El 1959, la Societat Cultural Croata "Lisinski" va erigir un bust de Vatroslav Lisinski, obra de l'escultor acadèmic Belizar Bahorić, a Našice, prop del castell de la família Pejačević.
- L'escola de música de Gundulićeva 4 a Zagreb porta el seu nom des de 1962.[29]
- El 1966, amb motiu de la celebració del 130è aniversari del Renaixement Nacional Croat, la Fundació Nacional Croata va erigir una placa commemorativa a la casa d'Opatička 21 a Zagreb, on es van reunir els renaixentistes croats i on Lisinski va compondre l'òpera Amor i malícia el 1846.[30]
- El seu bust, obra de l'escultor Vanja Radauš, va ser erigit l'any 1969 a la intersecció dels carrers Jurjevska i Mlinarska a Zagreb.[23]

L'any 1970, l'Associació de Compositors de Croàcia va establir el premi "Vatroslav Lisinski" pel treball compositiu, musicològic i organitzatiu.
- La sala de concerts Vatroslav Lisinski de Zagreb, construïda l'any 1973, també porta el seu nom.
- L'Associació de Compositors de Croàcia va fundar el premi de discografia "Porin" l'any 1994, juntament amb la Ràdio i Televisió de Croàcia, l'Associació Croata de Discos i la Unió de Música Croata.
- El 1994, el Croatian Post va emetre un segell amb la seva imatge a la sèrie History of Croatian Music.[31]
- El 2019, el Correus croat va emetre un segell amb la seva imatge a la sèrie de segells de correus Famous Croats.[32]
- El 2019, amb motiu del 200è aniversari del naixement de Vatroslav Lisinski, s'hi celebren esdeveniments, concerts i actes commemoratius a tota Croàcia.